# Dwayne Miller
Dwayne St Aubyn Miller (Saint Thomas, 14 de julho de 1987) é um futebolista profissional jamaicano que atua como goleiro, atualmente defende o Syrianska FC.

## Títulos

### International
Jamaica
- Copa do Caribe:
  - Campeão (2): 2008, 2010
- Jogos Pan-americanos:
  - vice: 2007

### Clubes
Harbour View
- Jamaican National Premier League:
  - Campeão (2): 2007, 2010
- CFU Club Championship:
  - Campeão: 2007
- Jamaican National Premier League: Sub-21
  - Campeão (2): 2006, 2007

 Syrianska FC
- Superettan:
  - Campeão: 2010